# Sylvain Barrier
Sylvain Barrier (Oyonnax, 20 ottobre 1988) è un pilota motociclistico francese.
Vincitore della Superstock 1000 FIM Cup nel 2012 e nel 2013.

## Carriera

### Campionati nazionali, continentali e Superstock 1000
Esordisce nel campionato europeo Superstock 600 nel 2006, categoria in cui gareggia anche la stagione successiva, passa poi alla Superstock 1000 FIM Cup nel 2008, categoria in cui si piazza sesto nel 2010, quarto nel 2011 e infine vince il titolo nel 2012 e nel 2013. Nel 2011-2012 inoltre, disputa tre gare ottenendo due pole position, tre piazzamenti a podio ed una vittoria nel CIV Stock 1000.

### I primi anni in Superbike
Dopo aver esordito nel campionato in occasione dell'ultima gara della stagione 2013, nel 2014 corre nel mondiale Superbike per il team BMW Motorrad Italia. La sua stagione di gare inizia però in ritardo poiché il 18 marzo 2014, mentre era alla guida della sua BMW X3 nei pressi di Lione, si è schiantato contro un camion in sosta; ricoverato in gravi condizioni, è stato sottoposto ad un intervento chirurgico per ridurre le numerose fratture facciali riportate, venendo poco dopo dichiarato fuori pericolo.
Prende parte alle gare disputate a Misano Adriatico e a Portimão, ma il 14 luglio 2014, mentre gareggia a Laguna Seca, è rimasto coinvolto in un incidente durante il quale è stato disarcionato dalla sua moto all'inizio di un rettilineo, per poi schiantarsi contro un muretto. Dichiarato immediatamente fuori pericolo, è stato trasportato in ospedale per accertamenti. Riesce comunque a portare a termine la stagione disputando tutti i restanti gran premi. Chiude col quindicesimo posto in classifica generale, quarto tra i piloti dotati di una motocicletta in configurazione EVO e primo tra i piloti BMW. Viene confermato per la stagione 2015 in sella ad una BMW S1000 RR del team BMW Motorrad Italia fino alla seconda tappa del mondiale (GP di Thailandia), dove viene poi sostituito da Ayrton Badovini. Dopo aver lasciato BMW ed il mondiale Superbike, disputa sia la Superstock 1000 FIM Cup che il Campionato Italiano Superbike sella alla Yamaha YZF-R1. Termina la stagione in Superstock 1000 FIM Cup al quindicesimo posto e nel CIV Superbike al sedicesimo.

### Kawasaki e Ducati
Nel 2016 torna nel mondiale Superbike, in sella ad una Kawasaki ZX-10R gestita dal team Pedercini, il compagno di squadra è Saeed Al Sulaiti. A causa di una caduta rimediata nel Gran Premio di Aragon è costretto a saltare i successivi gran premi. Il suo posto viene preso dal connazionale Lucas Mahias. Anche Mahias subisce un infortunio nelle prove libere del Gran Premio di Imola e quindi la Kawasaki ZX-10R del team Pedercini viene affidata, dal Gran Premio di Malesia, a Anthony West. In questa stagione inoltre prende parte, in qualità di wild card, al Gran Premio finale del campionato Italiano Superbike, con un'Aprilia RSV4 ottenendo qualche punto.
 Dopo l'infortunio decide di ripartire dal CEV, categoria Superbike, dove corre con una Kawasaki ZX-10R del team Vector Mootr Sport. I due piazzamenti a punti ottenuti nell'evento inaugurale in Australia a Phillip Island gli consentono comunque di chiudere al trentaduesimo posto in classifica piloti. Nel 2019 torna in Superbike disputando due Gran Premi in sella ad una Ducati Panigale V4 R. Ottiene tre punti validi sia per la classifica mondiale che per il Trofeo Indipendenti. Nel 
2020 è pilota titolare in Superbike, con il team Brixx Performance conquista dodici punti e chiude ventesimo in classifica mondiale e decimo tra gli indipendenti.
Rimasto lontano dai palcoscenici iridati fonda una sua scuola di pilotaggio: la SB-Coachingmoto.

## Risultati in gara

### Campionato mondiale Superbike
| 2013 | Moto |  |  |  |  |  |  |  |  |  |  |  |  |  |  |  |  |  |  |  |  |  |  |  |  |  |  |    |    | Punti | Pos. |
| ---- | ---- |  |  |  |  |  |  |  |  |  |  |  |  |  |  |  |  |  |  |  |  |  |  |  |  |  |  | -- | -- | ----- | ---- |
| 2013 | BMW  |  |  |  |  |  |  |  |  |  |  |  |  |  |  |  |  |  |  |  |  |  |  |  |  |  |  | 12 | 13 | 7     | 31º  |

| 2014 | Moto |  |  |  |  |  |  |  |  |  |  |  |  |    |    |    |    |    |     |    |    |    |     |    |     |  |  |  |  | Punti | Pos. |
| ---- | ---- |  |  |  |  |  |  |  |  |  |  |  |  | -- | -- | -- | -- | -- | --- | -- | -- | -- | --- | -- | --- |  |  |  |  | ----- | ---- |
| 2014 | BMW  |  |  |  |  |  |  |  |  |  |  |  |  | 15 | 11 | 10 | 11 | 12 | Rit | 10 | 11 | 10 | Rit | 14 | Rit |  |  |  |  | 40    | 15º  |

| 2015 | Moto |    |    |    |    |  |  |  |  |  |  |  |  |  |  |  |  |  |  |  |  |  |  |  |  |  |  |  |  | Punti | Pos. |
| ---- | ---- | -- | -- | -- | -- |  |  |  |  |  |  |  |  |  |  |  |  |  |  |  |  |  |  |  |  |  |  |  |  | ----- | ---- |
| 2015 | BMW  | 15 | 12 | 14 | 13 |  |  |  |  |  |  |  |  |  |  |  |  |  |  |  |  |  |  |  |  |  |  |  |  | 10    | 28º  |

| 2016 | Moto     |    |    |    |    |    |     |     |     |     |     |     |     |     |     |     |     |     |     |  |  |  |  |  |  |  |  |  |  | Punti | Pos. |
| ---- | -------- | -- | -- | -- | -- | -- | --- | --- | --- | --- | --- | --- | --- | --- | --- | --- | --- | --- | --- |  |  |  |  |  |  |  |  |  |  | ----- | ---- |
| 2016 | Kawasaki | 15 | 15 | 16 | 17 | 16 | Rit | Inf | Inf | Inf | Inf | Inf | Inf | Inf | Inf | Inf | Inf | Inf | Inf |  |  |  |  |  |  |  |  |  |  | 2     | 32º  |

| 2019 | Moto   |  |  |  |  |  |  |  |  |  |  |  |  |  |  |  |  |  |  |  |  |  |  |  |  |  |  |  |    |    |    |    |    |    |  |  |  |  |  |  |  |  |  | Punti | Pos. |
| ---- | ------ |  |  |  |  |  |  |  |  |  |  |  |  |  |  |  |  |  |  |  |  |  |  |  |  |  |  |  | -- | -- | -- | -- | -- | -- |  |  |  |  |  |  |  |  |  | ----- | ---- |
| 2019 | Ducati |  |  |  |  |  |  |  |  |  |  |  |  |  |  |  |  |  |  |  |  |  |  |  |  |  |  |  | 17 | 18 | 18 | 17 | 18 | 13 |  |  |  |  |  |  |  |  |  | 3     | 26º  |

| 2020 | Moto   |  |  |  |    |    |     |    |    |    |    |    |    |     |    |     |    |    |     |    |    |    |    |    |    |  |  |  |  |  |  |  |  |  |  |  |  |  |  |  |  |  |  | Punti | Pos. |
| ---- | ------ |  |  |  | -- | -- | --- | -- | -- | -- | -- | -- | -- | --- | -- | --- | -- | -- | --- | -- | -- | -- | -- | -- | -- |  |  |  |  |  |  |  |  |  |  |  |  |  |  |  |  |  |  | ----- | ---- |
| 2020 | Ducati |  |  |  | 16 | 21 | Rit | 18 | 16 | 15 | 12 | 18 | 16 | Rit | 19 | Rit | 18 | 15 | Rit | 13 | 13 | 12 | NP | NP | NP |  |  |  |  |  |  |  |  |  |  |  |  |  |  |  |  |  |  | 12    | 20º  |

| Legenda | 1º posto        | 2º posto            | 3º posto           | A punti      | Senza punti        | Grassetto – Pole position Corsivo – Giro più veloce |
| Legenda | Gara non valida | Non qual./Non part. | Ritirato/Non class | Squalificato | '-' Dato non disp. | Grassetto – Pole position Corsivo – Giro più veloce |